# Luka Berulava
Luka Berulava (in russo Лука Берулава?; Mosca, 27 novembre 2002) è un pattinatore artistico su ghiaccio russo. Gareggia per la Georgia insieme a Anastasiia Metelkina, con cui ha vinto un argento e un bronzo al Campionato europeo, un bronzo alla finale del Grand Prix, due ori al Campionato mondiale junior e un oro alla Finale junior del Grand Prix. In precedenza aveva vinto un bronzo ai Giochi olimpici giovanili gareggiando con Alina Butaeva e un oro al Campionato mondiale junior gareggiando con Karina Safina.

## Risultati
GP: Grand Prix; CS: Challenger Series; JGP: Junior Grand Prix

### Coppie con Anastasiia Metelkina
| Campionati mondiali | 7° | 4°        |
| Campionati europei  | 2° | 3°        |
| GP Finale           |    | 3°        |
| GP NHK Trophy       |    | 1°        |
| GP Skate America    |    | 4°        |
| CS Warsaw Cup       | 1° | 1°        |
| Categoria juniores  |    |           |
| Campionati mondiali | 1° | 1°        |
| JGP Finale          | 1° |           |
| JGP Ungheria        | 1° |           |
| JGP Turchia         | 1° |           |
| Eventi a squadre    |    |           |
| World Team Trophy   |    | 6° S 3° P |

### Coppie con Karina Safina
| Giochi olimpici invernali | 9° |     |
| Campionati mondiali       | 4° | 19° |
| Campionati europei        | 4° |     |
| GP Trophée Eric Bompard   |    | 5°  |
| CS Golden Spin            | 7° |     |
| CS Nebelhorn Trophy       | 3° |     |
| Eventi a squadre          |    |     |
| Giochi olimpici invernali | 6° |     |
| Categoria juniores        |    |     |
| Campionati mondiali       | 1° |     |
| JGP Austria               | 3° |     |
| JGP Slovacchia            | 2° |     |

### Coppie con Alina Butaeva
| Internazionali juniores   | Internazionali juniores |
| Evento                    | 2019-20                 |
| ------------------------- | ----------------------- |
| Giochi olimpici giovanili | 3°                      |
| Campionati mondiali       | 7°                      |
| JGP Croazia               | 6°                      |
| JGP Polonia               | 8°                      |
| Golden Spin               | 1°                      |
| Volvo Open                | 3°                      |
| Eventi a squadre          |                         |
| Giochi olimpici giovanili | 1°                      |